# Bart's Dog Gets an F
"Bart's Dog Gets an F" är avsnitt 16 från säsong två av Simpsons. Avsnittet sändes på Fox i USA den 7 mars 1991. I avsnittet börjar familjen Simpsons hund Santa's Little Helper bli ett problem då den är olydig och förstör saker och föräldrarna tänker sälja den, om den inte klarar hundskolan som den får börja i. Hunden klarar testet och familjen behåller hunden. Avsnittet skrevs av Jon Vitti och regisserades av Jim Reardon. Tracey Ullman gästskådespelar som Emily Winthrop. Frank Welker medverkade i avsnittet med att göra ljudet från djuren. Avsnittet var det mest sedda på Fox den vecka det sändes.

## Handling
Lisa får påssjukan och tvingas mot sin vilja stanna hemma några dagar från skolan. Marge passar då på att lära Lisa att sy och Homer köper några tidningar åt henne. Efter att Homer köpt tidningarna ser han i ett skyltfönster skorna Assassins som kostar 125 dollar. Homer köpte dem eftersom hans granne Ned Flanders hade samma par. Då Marge får reda på vad skorna kostade blir hon arg på honom. Familjens hund Santa's Little Helper förstör sedan de dyra skorna, vilket gör Homer arg. Lisa har gjort sin ruta på familjens lapptäcke, men strax efter att hon är färdig förstör hunden den också vilket retar Marge och Lisa. Homer blir också arg eftersom hunden också ätit hans stora kaka han köpte. Homer och Marge vill nu göra av sig med hunden men barnen vill inte. Föräldrarna går med att låta hunden gå på en hundskola. Klarar den testet behåller de hunden, annars säljer de den. Det går inte bra för hunden i skolan. Den lyder inte och Bart vill inte använda strypkopplet som läraren, Emily Winthrop, ger dem. Dagen innan provet inser Bart att de kommer att förlora hunden och han bestämmer sig för att leka med honom en sista gång. Sedan de lekt färdigt börjar Bart gråta och hunden börjar då lyda Barts kommandon. Bart blir glad och nästa dag då de genomför provet klarar hunden det och familjen behåller hunden. Lisa börjar under tiden göra ett nytt täcke som minne åt hunden.

## Produktion
Avsnittet skrevs av Jon Vitti och regisserades av Jim Reardon. Tracey Ullman gästskådespelar som Emily Winthrop som är lärare i hundskolan. De valde henne för att hedra henne för att Simpsons fick börja i hennes serie, The Tracey Ullman Show. Matt Groening ville ha med henne redan i en av kortfilmerna, men hon var för upptagen så hon hade tid först efter hennes serie blev nerlagd. Rösten för Santa's Little Helper fick i avsnittet göras av Frank Welker som även gjort andra djurläten i kommande avsnitt fram till 2002.

## Kulturella referenser
Dr Hibberts hem och familj visas för första gången i avsnitten. Den refererar till Cosby som sändes samtidigt. Skorna är en referens till Nikes Air Jordan. När Lisa lär sig sy och visar det för Marge spelas musiken från E.T. the Extra-Terrestrial och de håller fingrarna på samma sätt som i filmen. En av bilderna på familjens första lapptäcke är en poster från Wild West Shows och en är The Falling Soldier Då man i en scen från hunden får se från hans vinkel spelas ett explosionsljud från Rovdjuret. Musiken från Hajen spelas sekunden innan hunden är på väg att förstöra prylarna. Andar hundar i skolan är Rin Tin Tin, Lao Tzu, Benji, Toto och Cujo. Winthrop är baserat på Barbara Woodhouse. I slutet av avsnittet visas vad som hände med hundarna i avsnittet i en textruta som en referens till Deltagänget.

## Mottagande
Avsnittet hamnade på plats 13 över mest sedda program under veckan en Nielsen ratings på 13.8, vilket gav 13 miljoner tittare och det mest sedda på Fox under veckan. I boken I Can't Believe It's a Bigger and Better Updated Unofficial Simpsons Guide har Warren Martyn och Adrian Wood sagt att de gillar avsnittet och tycker både om Tracey Ullman och Frank Welkers medverkan." Hos DVD Movie Guide har Colin Jacobson skrivit att avsnittet visade udda kameravinklar och eftersom Santa's Little Helper inte haft en större roll sedan premiären kan avsnittet kallas en milstolpe. Han gillar Ullmans medverkan som Winthrop och tycker att avsnittet visar att avsnittet är ett till bevis att det här kommer att bli en fin serie. Jacobson gillar mest scenen då Homer försökte skriva en annons till hunden. Bryce Wilson på Cinema Blend har kallat avsnittet för platt men nämner att även i deras sämsta delar kan man hitta humor. Doug Pratt på Rolling Stone har skrivit att tittarna får i avsnittet se ett inspirerat sätt ur hundens prospektiv av världen det är i mycket gråaktiga toner och med människor som talar rappakalja. Hos The DVD Journal anser Dawn Taylor att den bästa repliken var då Flanders beskrev skorna han har. Musikvideon för "Deep, Deep Trouble" visades i USA efter premiären av avsnittet: